# Matta
För andra betydelser, se Matta (olika betydelser).

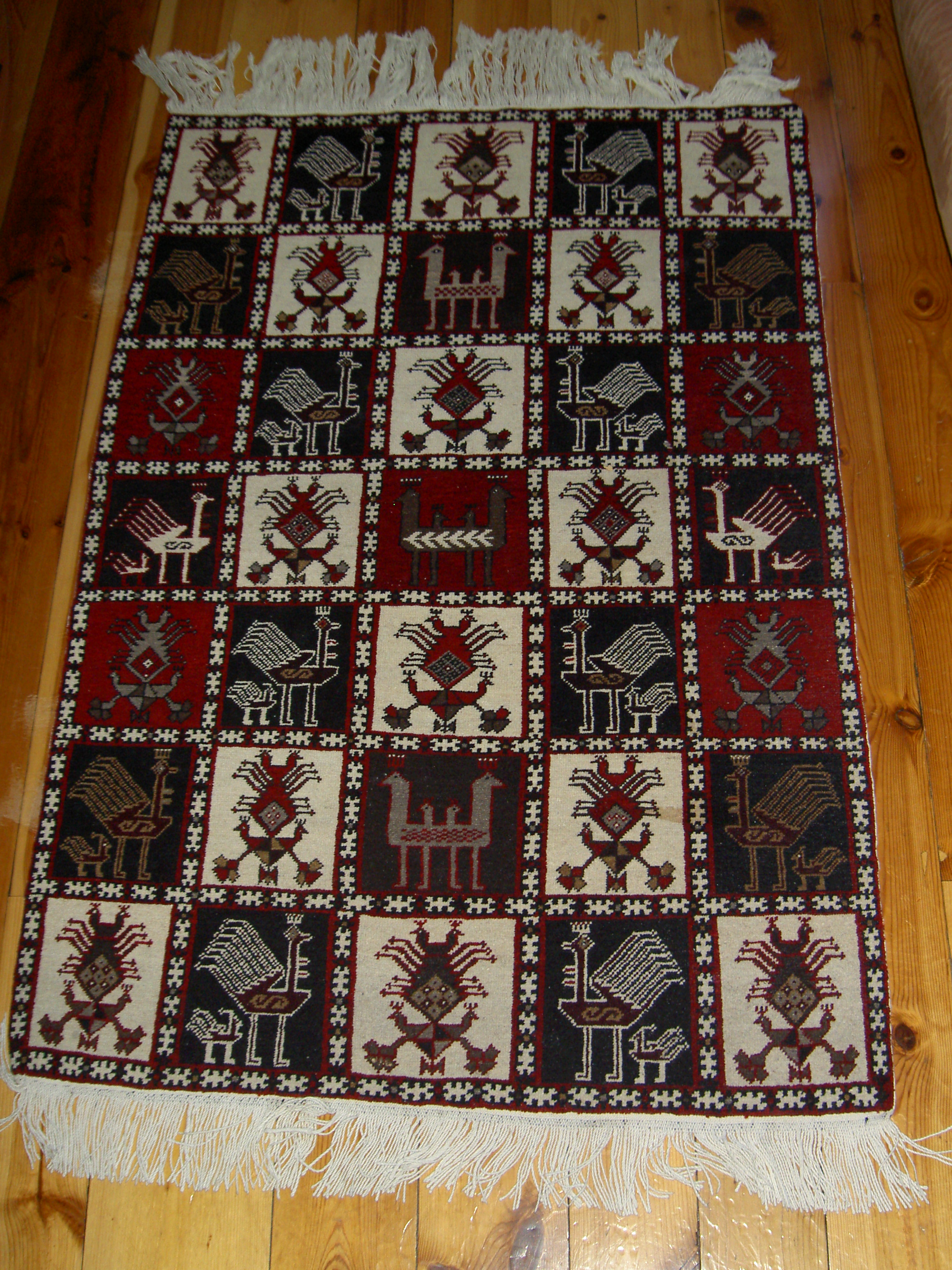
En matta tillverkad i Azerbajdzjan.

En matta är en golvbeklädnad, oftast tillverkad i natur- eller konstfiber, som ull, textil, silke och bast men även plastmaterial. Många typer av mattor består av ett övre lager, en så kallad lugg som är fastsatt på ett underlag. Olika typer av matta har olika lång lugg. Mattans funktion kan vara ljud- och värmeisolerande, men även avkylande, skapa ett mjukt underlag, fungera som utsmyckning och statussymbol, vara ett liturgiskt objekt (bönematta) eller ett skydd för underlaget. Mattor förekommer i alla storlekar och är oftast rektangulära, men andra former förekommer också, exempelvis runda. Vanligtvis ligger de fritt direkt på golvet, men det förekommer även mattor som är fastsatta på underlaget och andra, så kallade heltäckningsmattor som är skurna utifrån rummets form och täcker hela golvytan. Ibland hängs mattor som väggbonad, då definitionsskillnaden på matta och bildväv blir flytande.

## Produktionsmetoder

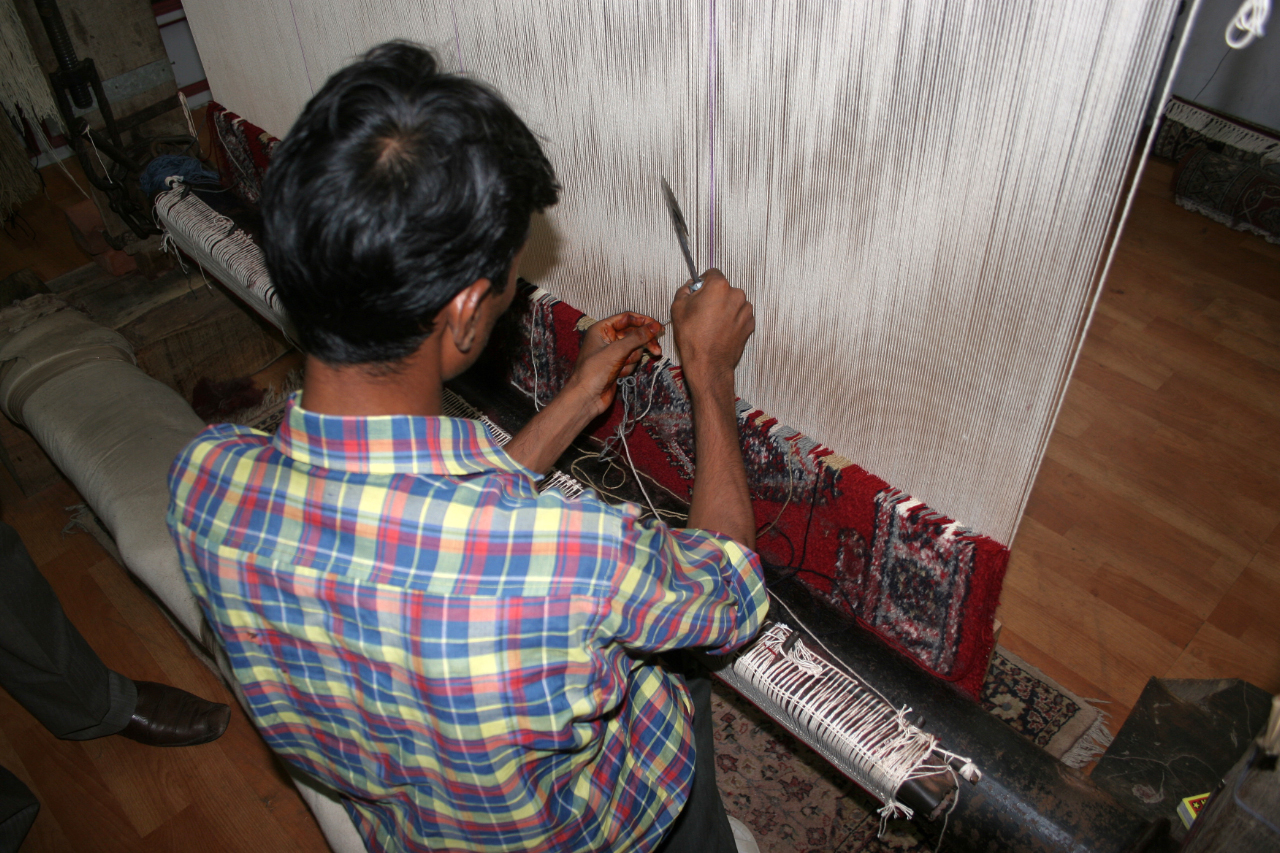
En konsthantverkare handknyter en matta i Agra i Indien.

Mattor kan vara vävda, tuftade, knutna, broderade eller av nålfilt.
Ofta skiljer man på maskintillverkade och handknutna mattor. Det finns en stor mängd olika tekniker för att knyta mattor, ofta kopplade till regionala traditioner varför man exempelvis talar om afghanmattor, orientaliska mattor eller turkiska mattor. Ett folkligt ickeexakt samlingsnamn för handknutna mattor är äkta mattor. Handknutna mattor är exklusivare, av högre kvalité och brukar tillverkas i betydligt mindre upplagor, inte sällan styckvis. En riktigt fin matta kan ha miljoner knutar per kvadratmeter, vara gjorde i silke och vara mycket kostsamma.
Det finns flera olika sorters vävteknik för mattor, exempelvis röllakan, rips och rya. Vävda mattor som görs av tygtrasor kallas för trasmatta, och samma teknik kan användas för att göra vävda plastmattor.

## Korkmatta
Korkmatta är en matta av kork. Tidigare kallades mattor av linoleum för korkmatta, eftersom kork kan användas som fyllmedel.

## Tatami
Tatami är en traditionell japansk matta, eller snarare en oböjlig golvenhet som vanligen är cirka 90x180 cm och 6 cm tjock. Mattan har en inbyggd träram som ger stadga. Ytan består av vävda rishalmstrån. I moderna mattor kan även andra material ingå.

## Lista över mattor

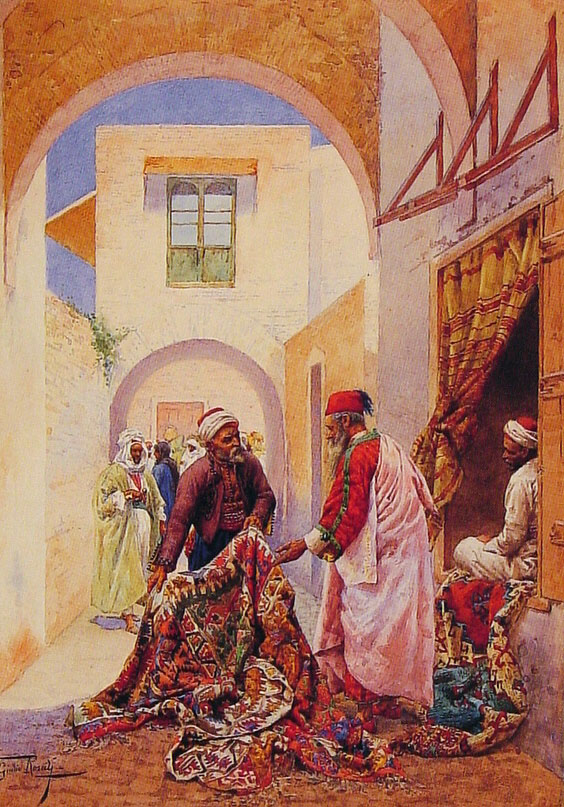
Matta (Giulio Rosati)

- Abadehmattor
- Abrash
- Afghanmattor
- Akstafamattor
- Anatoliska mattor
- Ardebilmattan
- Arraiolosmattor
- Axminstermattor
- Bachtiarimattor
- Bakumattor
- Baluchmattor
- Berbermattor
- Berdelyk
- Bergamamattor
- Beshirmattor
- Bibibaff
- Bidjarmattor
- Bokhara-Suzanimattor
- Gabbeh
- Ghiordesmatta
- Persisk matta
- Wissmattor